# Бакулин, Юрий Ильич
Ю́рий Ильи́ч Баку́лин (19 января 1936, Морки, Марийская автономная область, Горьковский край, РСФСР, СССР — 18 октября 2021, Хабаровск, Россия) — советский и российский учёный-геолог, доктор геолого-минералогических наук, профессор. Директор Дальневосточного территориального геологического управления (1974—1983), Дальневосточного НИИ минерального сырья (1986—2000). Профессор ТОГУ (2008—2015). Лауреат Ленинской премии (1964). Академик РАЕН, Международной академии минеральных ресурсов, Академии горных наук, действительный член Российского минералогического общества.

## Биография
Родился 19 января 1936 года в посёлке Морки ныне Марий Эл в семье редактора районной газеты И. Осокина и преподавателя Моркинского педагогического техникума Н. П. Бакулиной. 
В 1950 году окончил Даниловскую 7-летнюю школу вблизи г. Йошкар-Олы. 
В 1953 году окончил Саратовский геолого-разведочный техникум.  
Работать начал в 1954 году в геологосъёмочной экспедиции Хабаровска старшим коллектором экспедиции. 
В 1967 году заочно окончил Иркутский политехнический институт, аспирантуру. Кандидат геолого-минералогических наук (1970).
С 1974 по 1983 годы возглавлял Дальневосточное территориальное геологическое управление. С момента реорганизации управления — генеральный директор ПГО «Дальгеология».
В 1983—1986 годах стоял у истоков создания в Лаосе геологической службы: возглавлял группу советских геологов, вёл поиски полезных ископаемых, в результате чего были найдены золото и олово.
В 1986 году пришёл на работу, а затем и возглавил Дальневосточный НИИ минерального сырья — ДВИМС. В 1987 году присуждена учёная степень доктора геолого-минералогических наук. 
В 2000 году начал преподавать в высших учебных заведениях Хабаровского края. В 2008—2015 годах — профессор кафедры «Геология и землеустройство» ТОГУ — Тихоокеанского государственного университета. 
Скончался 18 октября 2021 года в Хабаровске. 

## Научная деятельность
В 1970 году защитил кандидатскую диссертацию на тему «Комплексирование геологических и геохимических методов поисков оловорудных месторождений в горно-таёжных условиях».
В 1987 году защитил докторскую диссертацию на тему «Золотоносные и оловоносные родные системы Дальнего Востока: (Типизация, прогнозирование, оценка перспектив)» в Дальневосточном центре АН СССР.
Сфера научных интересов — геология рудных месторождений. 
Является автором 130 научных трудов, включая 9 монографий и 1 учебное пособие. Ему принадлежат три региональных сводных картографических продукта (карт и глубинных разрезов) Хабаровского края.
Внёс большой вклад в развитие горной промышленности и геологоразведки Хабаровского края и Приамурья. Его имя стоит в одном ряду с такими геологами как Виктор Ярмолюк, Евгений Козловский, Вадим Туманов, Лев Красный.
Являлся одним из сопредседателей Горного совета в Дальневосточном федеральном округе, занимался делами представительства НП «Горнопромышленники России» в федеральном округе.
Был председателем Дальневосточного отделения Минералогического общества России, членом которого являлся с 1981 года.С 1990 года — академик РАЕН, с 1995 года — Международной академии минеральных ресурсов, с 2007 года — Академии горных наук. член Комитета «Твёрдая оболочка Земли» Тихоокеанской международной научной ассоциации.
Во многом благодаря его был создан геологический музей в Хабаровске, позволяющий показать красоту Хабаровского края, получить знания о природных богатствах Приамурья.
В 1964 году в составе группы учёных-геологов Дальневосточной геологической экспедиции ему присуждена Ленинская премия. Награждён орденом Трудового Красного Знамени (дважды) и медалями. В 1995 году Академия естественных наук присвоила ему звание автора научного открытия им. П. Л. Капицы.

## Основные научные труды
Далее представлен список основных научных трудов Ю. А. Бакулина:
- Комплексирование геологических и геохимических методов поисков оловорудных месторождений в горно-таёжных условиях: на примере Комсомольского рудного района: диссертация ... кандидата геолого-минералогических наук: 04.00.00. — Комсомольск-на-Амуре, 1970. — 206 с.: ил.
- Критерии и методика комплексной оценки рудных районов / [Подгот. Ю. И. Бакулиным, В. Н. Гагаевым]. — М.: Недра, 1982. — 182 с.
- В краю оловянных гор: рассказ о том, как совершаются геологические открытия, о рождении, становлении и славных делах орденоносной Комсомольской геологоразведочной экспедиции / редакторы-составители Ю. И. Бакулин и Г. М. Москаленко. — Хабаровск: Хабаровское книжное издательство, 1982. — 251, [3] с., [8] л. ил.: ил.; 17 см.
- Золотоносные и оловоносные родные системы Дальнего Востока: (Типизация, прогнозирование, оценка перспектив): Автореф. дис. на соиск. учен. степ. д-ра геол.-минерал. наук: (04.00.14) / АН СССР, дальневост. центр, Дальневост. геол. ин-т. — Владивосток, 1987. — 43 с.
- Силы тяготения: Записки геолога. — Хабаровск: Кн. изд-во, 1988. — 204,[2] с.: ил.; 17 см.
- Металлогения Дальнего Востока России / Мин-во прир. ресурсов РФ, Дальневосточный науч.-исслед. ин-т минерал. сырья (ДВИМС); [Авторы: В. И. Сухов, Ю. И. Бакулин, Н. П. Лошак]. — Хабаровск: Б. и, 2000. — 217, [2] с.: схем., карт; 28 см. ISBN 5934040049.
- Минерально-сырьевой потенциал Хабаровского края и его использование: Материалы научно-практической конференции, посвящённой 300-летию горно-геологической службы России и 150-летию геологических исследований в Приамурье, 3-4 ноября 2000 г., г. Хабаровск / Администр. Хабаровск. края. Департамент природн. ресурсов по Дальневост. региону, Дальневост. НИИ минерал. сырья; [Науч. ред. Ю. И. Бакулин]. —Хабаровск: [Издательство ДВИМСа], 2001. — 125 с., [4] л. ил., цв. фото, портр.: ил., схемы, карты; 20 см. ISBN 5-93404-009-X.
- Карлинский тип золотого оруденения (закономерности размещения, генезис, геологические основы прогнозирования и оценки) / Ю. И. Бакулин, В. А. Буряк, А. Е. Пересторонин; Департамент природных ресурсов по дальневост. региону, Дальневост. науч.-исслед. ин-т минерал. сырья (ДВИМС). —Хабаровск: Издательство ДВИМСа, 2001. — 159 с.: ил.; 29 см. ISBN 5-93404-008-1.
- Объективные закономерности развития: введение в проблему / Ю. И. Бакулин, И. В. Жукова. — Хабаровск: Изд-во ТОГУ, 2009. — 54 с.: ил.; 26 см.; ISBN 978-5-7389-0787-6
- Особенности крупнообъемных месторождений золота = Some Special Features of Large-Scale Gold Deposits // Руды и металлы. — 2014. — № 2. — С. 20—24.
- Развитие природы и общества в единой цепи / Ю. И. Бакулин, И. В. Жукова; М-во образования и науки Рос. Федерации, Тихоокеан. гос. ун-т. — Хабаровск: Изд-во ТОГУ, 2015. — 169, [1] с. — Библиогр.: с. 166—170. — ISBN 978-5-7389-1756-1.

## Премии и награды
- Ленинская премия (1964) — за открытие крупного оловорудного района у посёлка Солнечный[2]
- Орден Трудового Красного Знамени (1971, 1974)[1][2]
- Бронзовая медаль ВДНХ (1967)[1]

## Память
Отдельные фотодокументы из личного архива учёного-геолога Ю. И. Бакулина ныне хранятся в Хабаровском краевом музее имени Н. И. Гродекова и Хабаровском городском краеведческом музее. 